# National Hockey League 1938/1939
National Hockey League 1938/1939 var den 22:a säsongen av NHL. 7 lag spelade 48 matcher i grundserien innan Stanley Cup inleddes den 21 mars 1939. Stanley Cup vanns av Boston Bruins som tog sin 2:a titel, efter finalsegern mot Toronto Maple Leafs med 4-1 i matcher.
Eftersom det bara var 7 lag, så delades inte lagen in i 2 olika divisioner.
Anmärkningsvärt är att de regerande mästarna, Chicago Black Hawks, var det enda laget som missade slutspelet.
Detroit-legenden (Sidney) Sid Abel gjorde sin debutsäsong i NHL.

## Grundserien
| Nr | Lag                 | S  | V  | O  | F  | GM  | IM  | MS  | P  |
| -- | ------------------- | -- | -- | -- | -- | --- | --- | --- | -- |
| 1  | Boston Bruins       | 48 | 36 | 2  | 10 | 156 | 76  | +80 | 74 |
| 2  | New York Rangers    | 48 | 26 | 6  | 16 | 149 | 105 | +44 | 58 |
| 3  | Toronto Maple Leafs | 48 | 19 | 9  | 20 | 114 | 107 | +7  | 47 |
| 4  | New York Americans  | 48 | 17 | 10 | 21 | 119 | 157 | −38 | 44 |
| 5  | Detroit Red Wings   | 48 | 18 | 6  | 24 | 107 | 128 | −21 | 42 |
| 6  | Montreal Canadiens  | 48 | 15 | 9  | 24 | 115 | 146 | −31 | 39 |
| 7  | Chicago Black Hawks | 48 | 12 | 8  | 28 | 91  | 132 | −41 | 32 |

## Poängligan 1938/1939
Not: SM = Spelade matcher, M = Mål, A = Assists, Pts = Poäng
| Spelare          | Lag                | SM | M  | A  | Pts |
| ---------------- | ------------------ | -- | -- | -- | --- |
| Toe Blake        | Montreal Canadiens | 48 | 24 | 23 | 47  |
| Sweeney Schriner | New York Americans | 48 | 13 | 31 | 44  |
| Bill Cowley      | Boston Bruins      | 34 | 8  | 34 | 42  |
| Clint Smith      | New York Rangers   | 48 | 21 | 20 | 41  |
| Marty Barry      | Detroit Red Wings  | 48 | 13 | 28 | 41  |

## Slutspelet 1939
6 lag gjorde upp om Stanley Cup-pokalen. Ettan och tvåan i serien spelade semifinal mot varandra om en finalplats i bäst av 7 matcher. Trean spelade mot fyran och femman spelade mot sexan i kvartsfinalserier i bäst av 3 matcher, där vinnarna spelade mot varandra i en semifinalserie i bäst av 3 matcher. Finalserien spelades i bäst av 7 matcher.
Kvartsfinaler
Toronto Maple Leafs vs. New York Americans
| Datum   | Hemma               | Mål | Borta               | Mål | Not |
| ------- | ------------------- | --- | ------------------- | --- | --- |
| 21 mars | Toronto Maple Leafs | 4   | New York Americans  | 0   |     |
| 23 mars | New York Americans  | 0   | Toronto Maple Leafs | 2   |     |

Toronto Maple Leafs vann kvartsfinalserien med 2-0 i matcher.
Detroit Red Wings vs. Montreal Canadiens
| Datum   | Hemma              | Mål | Borta              | Mål | Not     |
| ------- | ------------------ | --- | ------------------ | --- | ------- |
| 21 mars | Montreal Canadiens | 2   | Detroit Red Wings  | 0   |         |
| 23 mars | Detroit Red Wings  | 7   | Montreal Canadiens | 3   |         |
| 26 mars | Detroit Red Wings  | 1   | Montreal Canadiens | 0   | SD 7.47 |

Detroit Red Wings vann kvartsfinalserien med 2-1 i matcher.
Semifinaler
Boston Bruins vs. New York Rangers
| Datum   | Hemma            | Mål | Borta            | Mål | Not      |
| ------- | ---------------- | --- | ---------------- | --- | -------- |
| 21 mars | New York Rangers | 1   | Boston Bruins    | 2   | SD 59.25 |
| 23 mars | Boston Bruins    | 3   | New York Rangers | 2   | SD 8.24  |
| 25 mars | Boston Bruins    | 4   | New York Rangers | 1   |          |
| 28 mars | New York Rangers | 2   | Boston Bruins    | 1   |          |
| 30 mars | Boston Bruins    | 1   | New York Rangers | 2   | SD 17.19 |
| 1 april | New York Rangers | 3   | Boston Bruins    | 1   |          |
| 2 april | Boston Bruins    | 2   | New York Rangers | 1   | SD 48.00 |

Boston Bruins vann semifinalserien med 4-3 i matcher
Toronto Maple Leafs vs. Detroit Red Wings
| Datum   | Hemma               | Mål | Borta               | Mål | Not     |
| ------- | ------------------- | --- | ------------------- | --- | ------- |
| 28 mars | Toronto Maple Leafs | 4   | Detroit Red Wings   | 1   |         |
| 30 mars | Detroit Red Wings   | 3   | Toronto Maple Leafs | 1   |         |
| 1 april | Toronto Maple Leafs | 5   | Detroit Red Wings   | 4   | SD 5.42 |

Toronto Maple Leafs vann semifinalserien med 2-1 i matcher

## Stanley Cup-final
Boston Bruins vs. Toronto Maple Leafs
| Datum    | Hemma               | Mål | Borta               | Mål | Spelplats                   | Not      |
| -------- | ------------------- | --- | ------------------- | --- | --------------------------- | -------- |
| 6 april  | Boston Bruins       | 2   | Toronto Maple Leafs | 1   | Boston Garden, Boston       |          |
| 9 april  | Boston Bruins       | 2   | Toronto Maple Leafs | 3   | Boston Garden, Boston       | SD 10.38 |
| 11 april | Toronto Maple Leafs | 1   | Boston Bruins       | 3   | Maple Leaf Gardens, Toronto |          |
| 13 april | Toronto Maple Leafs | 0   | Boston Bruins       | 2   | Maple Leaf Gardens, Toronto |          |
| 16 april | Boston Bruins       | 3   | Toronto Maple Leafs | 1   | Boston Garden, Boston       |          |

Boston Bruins vann finalserien med 4-1 i matcher

## NHL awards
| 1938–39 NHL awards         | 1938–39 NHL awards            |
| -------------------------- | ----------------------------- |
| O'Brien Trophy:            | Toronto Maple Leafs           |
| Prince of Wales Trophy:    | Boston Bruins                 |
| Calder Memorial Trophy:    | Frank Brimsek, Boston Bruins  |
| Hart Memorial Trophy:      | Toe Blake, Montreal Canadiens |
| Lady Byng Memorial Trophy: | Clint Smith, New York Rangers |
| Vezina Trophy:             | Frank Brimsek, Boston Bruins  |

## All-Star
| Första                              | Position | Andra                                 |
| ----------------------------------- | -------- | ------------------------------------- |
| Frank Brimsek, Boston Bruins        | M        | Earl Robertson, New York Americans    |
| Eddie Shore, Boston Bruins          | B        | Earl Seibert, Chicago Black Hawks     |
| Dit Clapper, Boston Bruins          | B        | Art Coulter, New York Rangers         |
| Syl Apps, Toronto Maple Leafs       | C        | Neil Colville, New York Rangers       |
| Gordie Drillon, Toronto Maple Leafs | HF       | Bobby Bauer, Boston Bruins            |
| Toe Blake, Montreal Canadiens       | VF       | Johnny Gottselig, Chicago Black Hawks |
| Art Ross, Boston Bruins             | Tränare  | Red Dutton, New York Americans        |